# Vaychis

Vaychis este o comună în departamentul Ariège din sudul Franței. În 1 ianuarie 2022 avea o populație de 35 de locuitori.